# Indrier
Indrier eller silkeslemurer (Indriidae, ibland med den felaktiga stavningen Indridae) är en familj i underordningen lägre primater  (Strepsirhini) som tillhör ordningen primater.
Det finns tre släkten som uteslutande förekommer på Madagaskar.

## Kännetecken
Angående storleken finns större skillnader mellan de olika arterna i familjen. Medan ullmakier bara når en längd av 30 till 45 centimeter (utan svans) är indrin med en längd på 90 centimeter den längsta arten i underordningen. Svansen är hos indrin bara en liten stump på 5 till 6 cm, hos ullmakier och sifakor nästan lika lång som övriga kroppen. Indrier har en lång päls med mönster som vanligen är vitaktigt, rödaktigt, brunaktigt och gråsvart. De svarta ansiktena saknar alltid hår. Arternas bakre extremiteter är längre än de främre. Deras händer är långa och spensliga. Tummen sitter inte helt mittemot de andra fingrarna. Hos indrier är öronen täckta av tjock päls. Vid bakfoten är den första tån störst och de andra tårna ungefär lika långa. Andra till femte tån är delvis sammanlänkade med hud.

## Levnadssätt
Alla arter lever i träd men vistas ibland på marken. På marken står de upprätt och hoppar på sina bakre extremiteter med händerna i luften. Ofta ligger de utsträckt på trädens grenar för att solbada. De livnär sig av blad och kompenserar näringsbristen med långa vilopauser. Indrier lever i familjegrupper med upp till 15 individer. Flocken är störst hos difakor medan indrins flock bara består av en grupp på 2 till 5 individer, sannolikt ett monogamt par och deras ungar. De kommunicerar med vrålande läten, med läten som påminner om sång eller med olika ansiktsuttryck.

## Föda
Indrier är uteslutande växtätare som livnär sig av blad, blommor och frukter. Liksom flera andra växtätande djur har de en stor blindtarm som innehåller bakterier för en bättre ämnesomsättning.

## Fortplantning
Hannar och honor lever i långa monogama förhållanden eller i flockar med ungefär 10 medlemmar. Efter dräktigheten som varar i fyra till fem månader föds vanligen under årets torra period en unge. Honan slutar att ge di efter 5 till 6 månader, och ungen stannar vanligen en längre tid i familjegruppen.

## Hot
Flera arter listas som hotade på grund av förstöringen av deras levnadsområde.

## Evolution
Två grupper av primater, Archaeolemuridae och Palaeopropithecidae, som dog ut för 1000 eller 2000 år sedan är nära släkt med gruppen indrier. Alla tre grupper räknas till ett taxon med namnet Indrioidea.

## Systematik
Indrierna indelas i tre släkten, med sammanlagt 19 arter.
- Indri
  - Indri indri är den enda arten i sitt släkte, och den största arten i familjen.
- Propithecus (sifakor) består av nio arter.
  - Propithecus diadema
  - P. candidus
  - P. edwardsi
  - P. perrieri
  - P. verreauxi
  - P. deckenii
  - P. coronatus
  - P. coquereli
  - P. tattersalli
- Avahi (Ullmakier) är de minsta medlemmarna i familjen. Även detta släkte innehåller nio arter.
  - Avahi laniger
  - A. occidentalis
  - A. unicolor
  - A. cleesi
  - A. peyrierasi
  - A. meridionalis
  - A. ramanantsoavani
  - A. betsileo
  - A. mooreorum